# پایگاه هوایی چنگچینگ بایشییی
پایگاه هوایی چنگچینگ بایشییی (به انگلیسی: Chongqing Baishiyi Air Base) یک فرودگاه نظامی است . این فرودگاه در کشور چین قرار دارد .